# 오산가좌로
오산가좌로(Osangajwa-ro)는 충청북도 청주시 흥덕구 옥산면에서 청주시 청원구 오창읍 가좌사거리까지 연결하는 도로이다.

## 주요 경유지
충청북도
- 청주시 흥덕구 옥산면 - 청원구 오창읍

## 노선
| 이름              | 접속 노선                          | 소재지 | 소재지 | 소재지 | 비고 |
| ----------------- | ---------------------------------- | ------ | ------ | ------ | ---- |
| (이름없음)        | 덕촌덕적길                         | 청주시 | 흥덕구 | 옥산면 |      |
| (이름없음)        | 청주역로                           | 청주시 | 흥덕구 | 옥산면 |      |
| (이름없음)        | 오산1길                            | 청주시 | 흥덕구 | 옥산면 |      |
| 옥산중학교 교차로 | 국사오산로                         | 청주시 | 흥덕구 | 옥산면 |      |
| 몽단이고개        |                                    | 청주시 | 흥덕구 | 옥산면 |      |
| 몽단이고개 교차로 | 국사오산로                         | 청주시 | 흥덕구 | 옥산면 |      |
| (이름없음)        | 옥산산단로 옥산산단1로 옥산산단2로 | 청주시 | 흥덕구 | 옥산면 |      |
| (이름없음)        | 호죽성재로                         | 청주시 | 흥덕구 | 옥산면 |      |
| 호죽교삼거리      | 호죽화산로                         | 청주시 | 흥덕구 | 옥산면 |      |
| 호죽교            |                                    | 청주시 | 흥덕구 | 옥산면 |      |
| 백현2교           |                                    | 청주시 | 청원구 | 오창읍 |      |
| 가좌삼거리        | 두릉유리로                         | 청주시 | 청원구 | 오창읍 |      |